# Noturus
Noturus is een geslacht van straalvinnige vissen uit de familie van de Noord-Amerikaanse katvissen (Ictaluridae).

## Soorten
- Noturus albater Taylor, 1969
- Noturus baileyi Taylor, 1969
- Noturus crypticus Burr, Eisenhour & Grady, 2005
- Noturus elegans Taylor, 1969
- Noturus eleutherus Jordan, 1877
- Noturus exilis Nelson, 1876
- Noturus fasciatus Burr, Eisenhour & Grady, 2005
- Noturus flavater Taylor, 1969
- Noturus flavipinnis Taylor, 1969
- Noturus flavus Rafinesque, 1818
- Noturus funebris Gilbert & Swain, 1891
- Noturus furiosus Jordan & Meek, 1889
- Noturus gilberti Jordan & Evermann, 1889
- Noturus gladiator Thomas & Burr, 2004
- Noturus gyrinus (Mitchill, 1817)
- Noturus hildebrandi (Bailey & Taylor, 1950)
- Noturus insignis (Richardson, 1836)
- Noturus lachneri Taylor, 1969
- Noturus leptacanthus Jordan, 1877
- Noturus maydeni Egge, 2006
- Noturus miurus Jordan, 1877
- Noturus munitus Suttkus & Taylor, 1965
- Noturus nocturnus Jordan & Gilbert, 1886
- Noturus phaeus Taylor, 1969
- Noturus placidus Taylor, 1969
- Noturus stanauli Etnier & Jenkins, 1980
- Noturus stigmosus Taylor, 1969
- Noturus taylori Douglas, 1972
- Noturus trautmani Taylor, 1969